# Стеблюв (Крапковицький повіт)
Стеблюв (пол. Steblów) — село в Польщі, у гміні Крапковиці Крапковицького повіту Опольського воєводства.
Населення — 965 осіб (2011).

## Демографія
Демографічна структура станом на 31 березня 2011 року:
|          | Загалом | Допрацездатний вік | Працездатний вік | Постпрацездатний вік |
| -------- | ------- | ------------------ | ---------------- | -------------------- |
| Чоловіки | 471     | 74                 | 326              | 71                   |
| Жінки    | 494     | 84                 | 289              | 121                  |
| Разом    | 965     | 158                | 615              | 192                  |